# Jacques-Louis Soret
Jacques-Louis Soret (Ginevra, 30 giugno 1827 – Ginevra, 13 maggio 1890) è stato un chimico svizzero.
Fu docente di chimica all'università di Ginevra dal 1876 al 1887 e di fisica medica dal 1887 al 1890.

## Biografia
Jacques-Louis Soret è nato a Ginevra il 30 giugno 1827, figlio del negoziante Nicolas Soret (1797-1871) e di Jenny Odier. Era nipote del mineralogista Frédéric Soret (1795-1865).
Compì gli studi all'Università di Ginevra (1847-1852)dove fu in particolare allievo del fisico Elie-François Wartmann e del chimico Jean Charles Galissard de Marignac; si trasferì poi a Parigi dove frequentò l'École polytechnique (1852-1853) e il corso di fisica di Henri Victor Regnault al Collège de France.
Nel 1867, Soret determinò la composizione chimica, la densità e le condizioni per la produzione dell'ozono, individuando correttamente che era composto da tre atomi di ossigeno legati assieme.
Soret sviluppò anche strumenti ottici. Salì sul Monte Bianco dove fu il primo scienziato a compiere misurazioni fotometriche della radiazione solare. Le sue osservazioni scientifiche furono pubblicate nel 1867 nel Philosophical Magazine.
Nel 1878 Soret e il collega Marc Delafontaine furono i primi ad osservare per via spettroscopica un nuovo elemento, da loro semplicemente indicato come "terra X" e in seguito denominato olmio; nel 1879, Per Teodor Cleve lo isolò chimicamente dall'erbio e dal tulio.  Il merito della scoperta del nuovo elemento è ora attribuito a tutti e tre i ricercatori.
Il picco di Soret, un intenso picco di assorbimento attorno ai 420-450 nm nella regione blu dello spettro visibile dell'emoglobina, è così denominato in suo onore.
Jacques-Louis Soret morì a Ginevra il 13 maggio 1890. Suo figlio Charles Soret fu anche egli un valente chimico e fisico.